# تأملات (كتاب)
كتاب تأملات للكاتب والمفكر الجزائري مالك بن نبي المنشور عام 1961 هو في أغلبه عبارة عن محاضرات ألقيت في عواصم عربية مختلفة وتتناول مشكلة الحضارة والثقافة ومكان العالم العربي الإسلامي والشعوب الإفريقية والآسيوية منهما في ذلك التاريخ.
يُجري الكاتب في محاضراته العديد من المقارنات الواقعية ويحدد العناصر التي يراها سبباً في ولادة أو موت حضارة ويحلل المكونات الثقافية التي تكون ثقافة مجتمع معين وتُميزه عن غيره. يصيغ الكاتب الثقافة كمفهوم في كتابه كالآتي:
الثقافة هي الجو العام الذي يطبع أسلوب الحياة في مجتمع معين وسلوك الفرد فيه بطابع خاص، يختتلف عن الطابع الذي نجده في حياة مجتمع آخر. (ص. 152)

## وصلات خارجية
- كتاب تأملات على موقع - goodreads